# Zamia angustifolia
Zamie Zamia angustifolia je druh cykasu z čeledi zamiovité (Zamiaceae). Vyznačuje se podzemním vřetenovitým kmenem a nápadně úzkými listy. Vyskytuje se pouze na Kubě a Bahamách a je řazen mezi zranitelné rostliny. V českých botanických zahradách je pěstován vzácně.

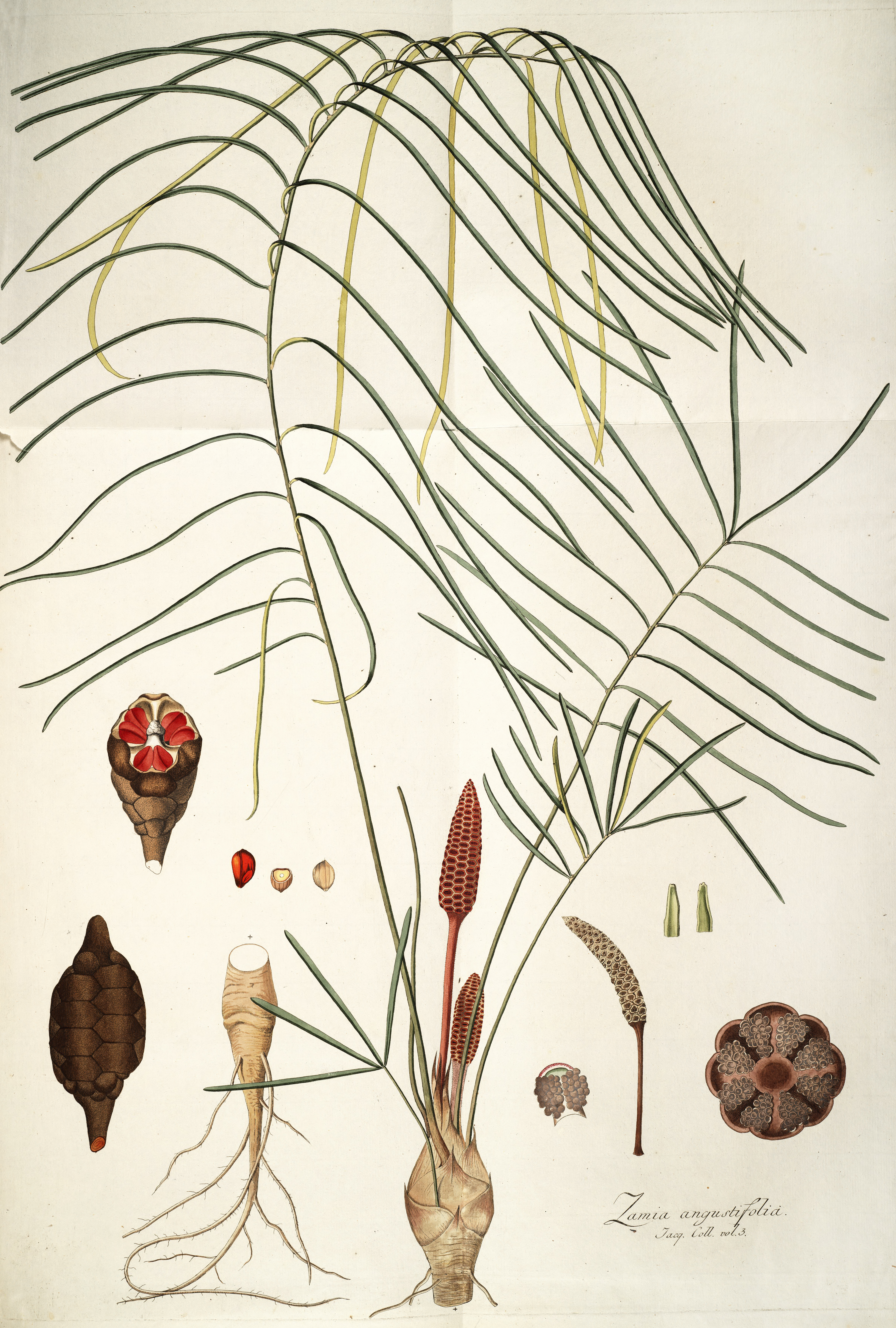
Kresba Zamia angustifolia z konce 18. století

## Popis
Kmen je podzemní, vřetenovitý, až 25 cm dlouhý a 7,5 cm široký, většinou nevětvený. Listů je nejčastěji 1 až 7, jsou zpeřené, složené z asi 25 až 40 párů lístků, obloukovitě prohnuté, 50 až 100 cm dlouhé a 12 až 33 cm široké, kýlnaté. Jednotlivé lístky jsou jen 2 až 4 mm široké, dlouze zašpičatělé, někdy poněkud srpovité, nasedající na střední žebro listu po úhlem asi 45°, často na vrcholu s 1 až 3 drobnými zuby. Řapík má okrouhlý až mírně zploštělý průřez a je 14 až 28 cm dlouhý.
Samičí šištice jsou jednotlivé, asi 6 až 9 cm dlouhé a 4 až 5 cm široké, na vrcholu s krátkou, tupou sterilní čapkou. Stopky jsou asi 2,5 až 5 cm dlouhé. Štítky sporofylů jsou 16 až 23 mm široké a 6 až 12 mm vysoké. Semena jsou hnědavá, 12 až 16 cm dlouhá, na povrchu hladká. Obal semen (sarkotesta) je za zralosti oranžovočervený.
Samčí šištice jsou většinou jednotlivé, řidčeji až po 3, hustě plstnaté, 6,5 až 13 cm dlouhé a 16 až 25 cm široké.

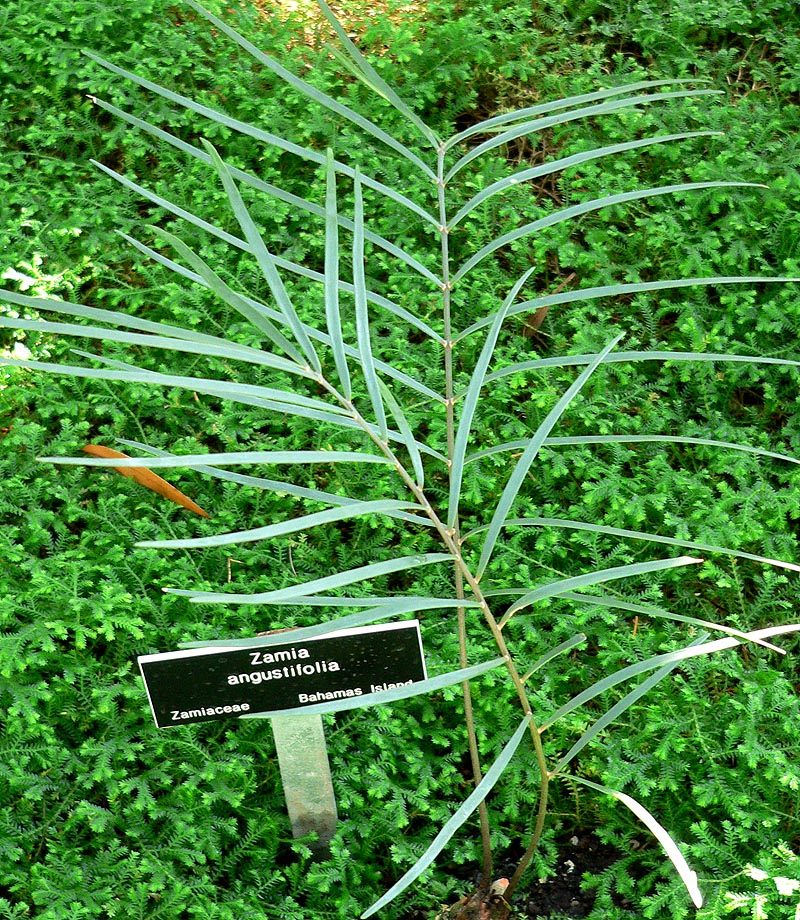
Detail listu
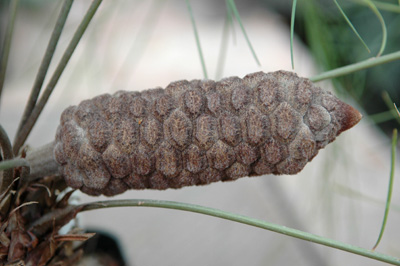
Samičí šištice

## Rozšíření
Tento druh zamie se vyskytuje jako endemit na východní Kubě a bahamských ostrovech Eulethera a New Providence. Roste na suchých, červených vápencových půdách na otevřených stanovištích, zejména na travnatých biotopech a v řídkých borových nebo sklerofylních lesích a na jejich okrajích.

## Taxonomie
Kubánské rostliny byly oddělovány do samostatného druhu Zamia angustissima, popsaného v roce 1851 Friedrichem Miquelem.

## Ohrožení
Celkový areál tohoto druhu má výměru 9000 km2. Vyskytuje se zde v řídce roztroušených, nemnohých populacích.
V Červeném seznamu ohrožených druhů IUCN je Zamia angustifolia vedena v kategorii zranitelné druhy. Je ohrožována zejména ztrátou přirozeného prostředí, zejména přeměnou biotopů na ananasové plantáže.

## Pěstování v Česku
Zamia angustifolia je od roku 2009 pěstována v Pražské botanické zahradě v Tróji. Z jiných botanických zahrad není uváděna.

## Význam
V dřívějších dobách se na bahamském ostrově Eulethera získával ze stonků této zamie škrob.